# 2023年世界水泳選手権シリア選手団
2023年世界水泳選手権シリア選手団は、2023年7月14日から7月30日まで日本の福岡で開催された第20回世界水泳選手権のシリア選手団、およびその競技結果。

## 選手団
- 人員: 選手 2人

## 選手名簿・結果
| 選手               | 種目               | 予選      | 予選 | 準決勝   | 準決勝   | 決勝     | 決勝     |
| 選手               | 種目               | 結果      | 順位 | 結果     | 順位     | 結果     | 順位     |
| ------------------ | ------------------ | --------- | ---- | -------- | -------- | -------- | -------- |
| オマール・アッバス | 男子100m自由形     | 51秒24    | 60位 | 予選敗退 | 予選敗退 | 予選敗退 | 予選敗退 |
| オマール・アッバス | 男子200m自由形     | 1分52秒11 | 42位 | 予選敗退 | 予選敗退 | 予選敗退 | 予選敗退 |
| オサマ・トラブルシ | 男子100m平泳ぎ     | 1分07秒33 | 62位 | 予選敗退 | 予選敗退 | 予選敗退 | 予選敗退 |
| オサマ・トラブルシ | 男子100mバタフライ | 58秒90    | 63位 | 予選敗退 | 予選敗退 | 予選敗退 | 予選敗退 |